# Wall Doxey

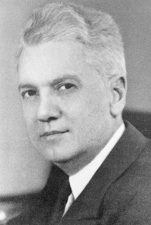
Wall Doxey

Wall Doxey (* 8. August 1892 in Holly Springs, Marshall County, Mississippi; † 2. März 1962 in Memphis, Tennessee) war ein US-amerikanischer Politiker, der den Bundesstaat Mississippi in beiden Kammern des Kongresses vertrat.
Nach dem Besuch der öffentlichen Schule nahm Doxey ein Studium an der University of Mississippi in Oxford auf. Dort graduierte er 1913; im folgenden Jahr machte er seinen Abschluss in Jura und wurde in die Anwaltskammer aufgenommen. Er arbeitete als Anwalt in seiner Heimatstadt Holly Springs. Bereits 1915 wurde Doxey zum Staatsanwalt des Marshall County berufen, was er bis 1923 blieb. In diesem Jahr rückte er zum Bezirksstaatsanwalt für den dritten Gerichtsdistrikt von Mississippi auf.
1929 erfolgte dann der Wechsel in die Politik. Doxey wurde für die Demokraten ins US-Repräsentantenhaus gewählt und verblieb dort bis 1941. Die Wiederwahlen gelangen jeweils souverän, weil er eine stabile Basis unter der ländlichen Bevölkerung seines Staates hatte, für die er sich im Parlament stets engagierte. Er legte sein Mandat nieder, um US-Senator zu werden. Bei der Nachwahl um den Sitz des verstorbenen Pat Harrison trug er den Sieg davon; die Amtszeit endete jedoch schon 1943, nachdem er in den Vorwahlen der Demokraten an James Eastland gescheitert war.
Wall Doxey war aber auch weiterhin im Senat tätig. Am 1. Februar 1943 nahm er das Amt des Senate Sergeant at Arms auf und wurde somit ein Mitglied des Capitol Police Board. Er war der einzige Senator, der jemals diese Funktion ausübte. Im Januar 1947 schied Doxey auf eigenen Wunsch als Senate Sergeant aus, nachdem die Republikaner die Mehrheit im Senat errungen hatten. Noch bis zum Ende fungierte er als Hearing examiner für das Landwirtschaftsministerium, ehe er nach Holly Springs zurückkehrte, noch kurzzeitig als Anwalt tätig war und 1948 in den Ruhestand ging.
Der Wall Doxey State Park, ein State Park in Mississippi, wurde nach dem 1962 verstorbenen Politiker benannt.